# Diefmatten
Diefmatten je občina v departmaju Haut-Rhin francoske regije Alzacija.
Leta 1990 je v občini živelo 227 oseb oz. 72 oseb/km².